# Congresso di Épinay
Il Congresso di Épinay è stato il terzo congresso del Partito Socialista francese ed ebbe luogo l'11, 12 e 14 giugno 1971 nella città di Épinay, un sobborgo a nord di Parigi. 
Durante il congresso, entrò a far parte del partito la Convention des institutions républicaines o CIR di François Mitterrand che otterrà in seguito la leadership del partito. 
Alcuni sostengono dunque che il Congresso di Épinay fu effettivamente il primo del nuovo partito francese.